# L'Archéonaute
L'Archéonaute est un navire français d'exploration archéologique affecté au service du DRASSM, service créé par André Malraux en 1966. Il a été le premier navire de ce service, de 1967 à son désarmement en 2005.

## Historique
Le navire est lancé à Arcachon en août 1967. Sa livraison a eu lieu la même année. Son équipage était fourni par la Marine nationale française.
Le navire, atteint par la limite d'âge, est désarmé en 2005.